# Миза Валкла

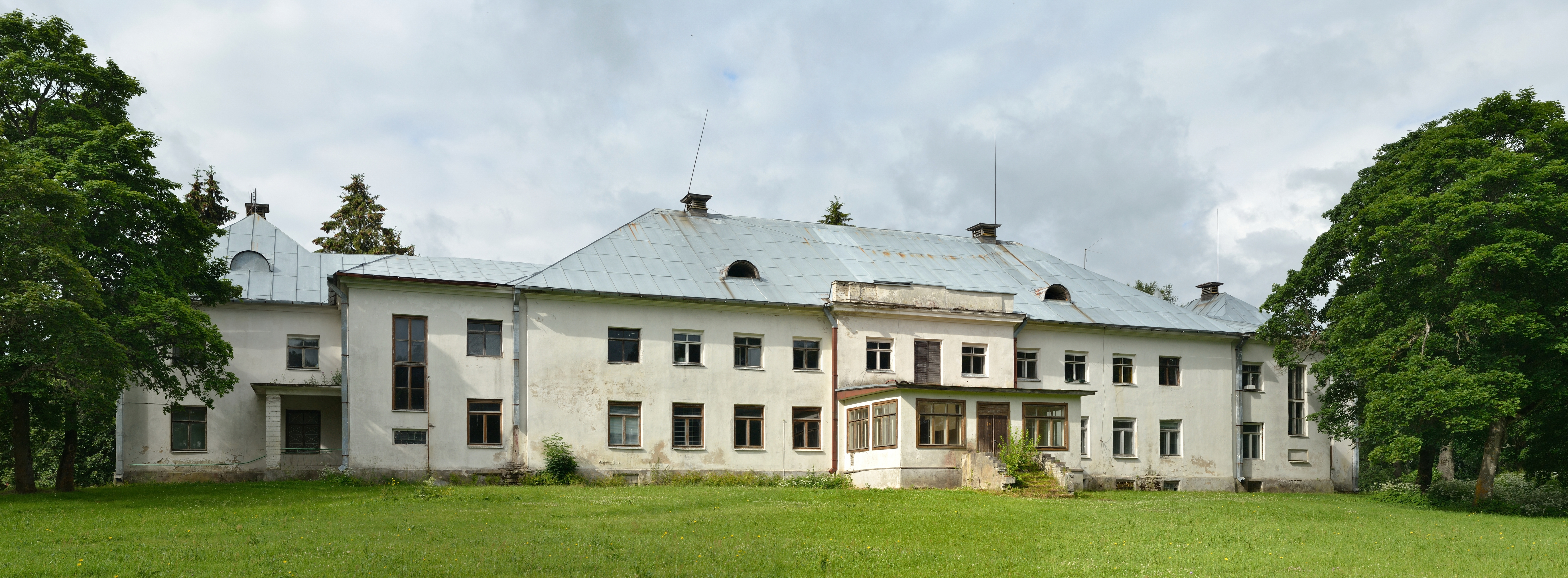
Головна будівля

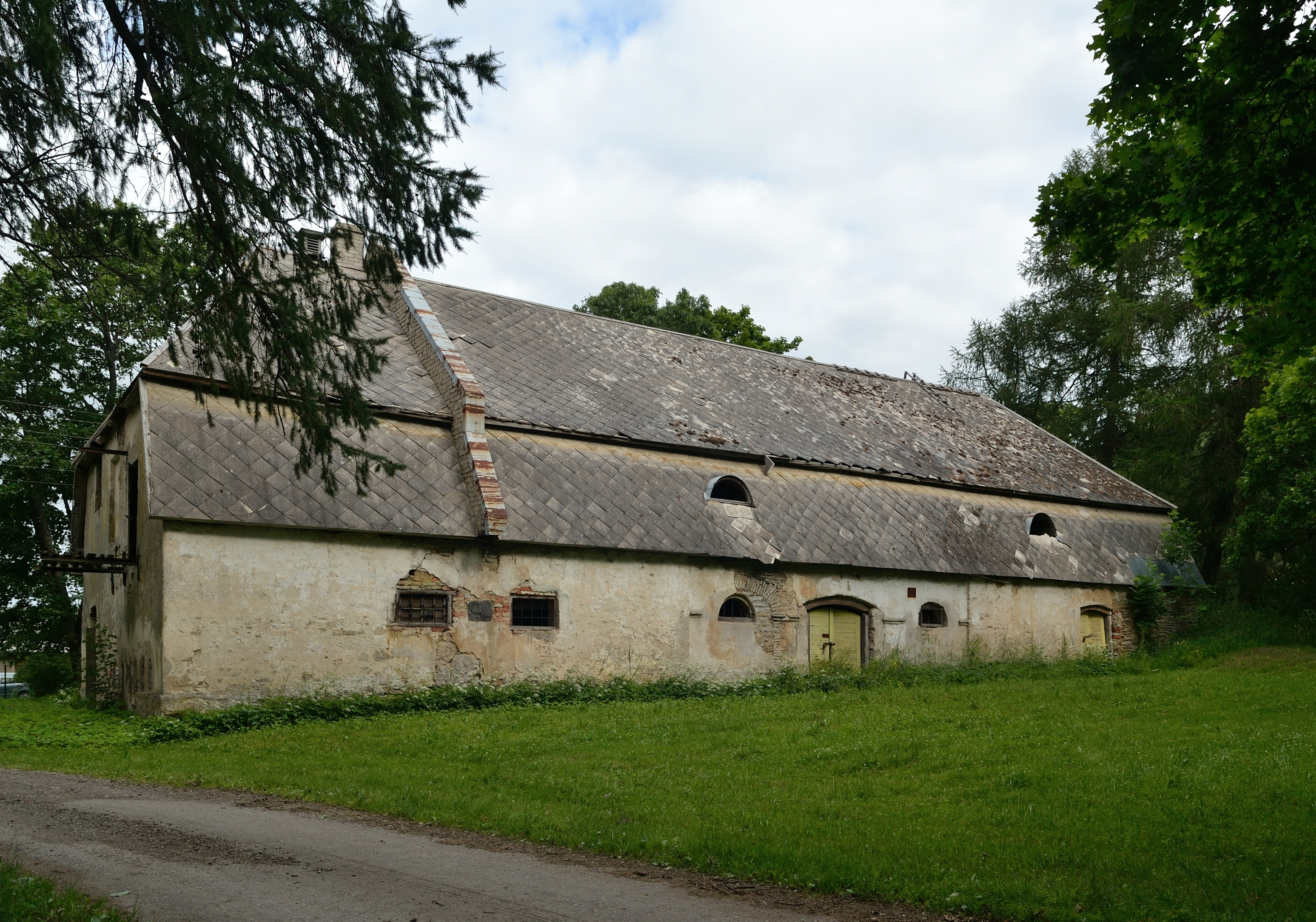
Сарай

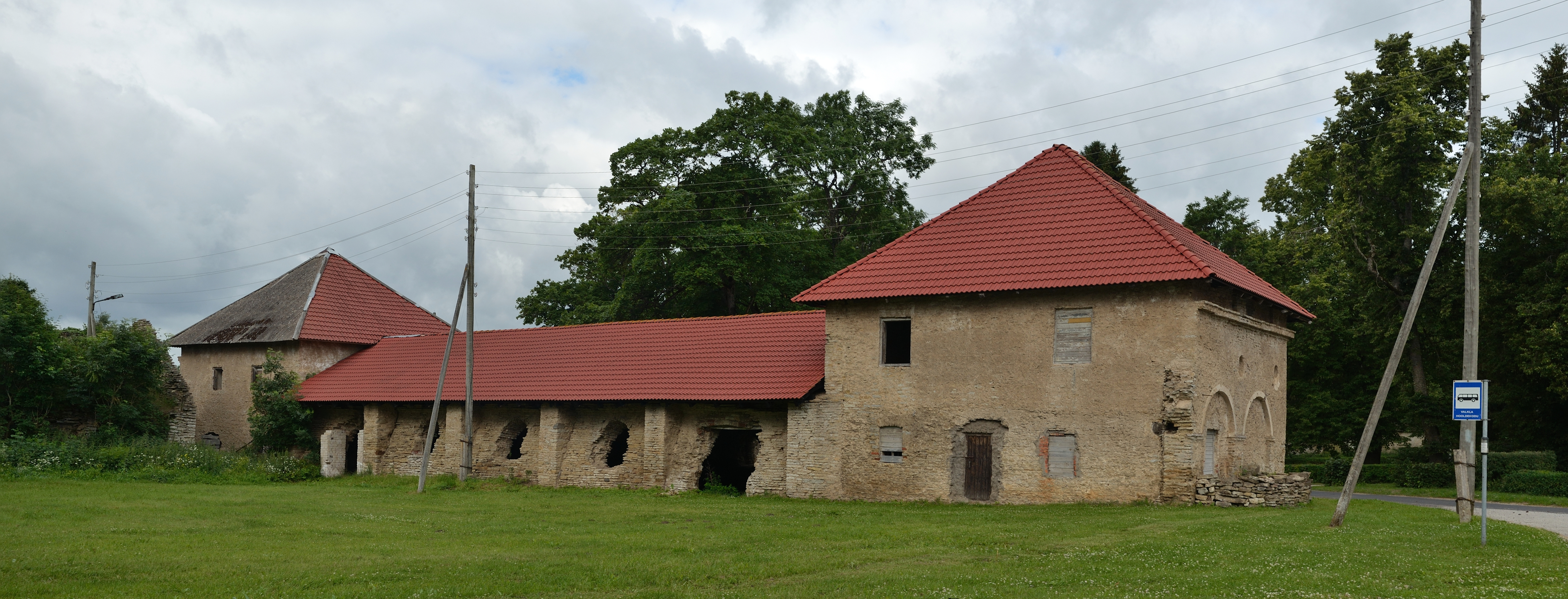

Миза Валкла (ест. Valkla) розташована у прибережному селі Валкла на півночі Естонії у волості Куусалу, повіт Харьюмаа.
Миза Валкла (Valkla Manor) була створена в 1627 р. і її першим власником був Герман Врангель. У 1652 р. нерухомість була придбана Гансом фон Ферзеном. За наступні століття змінився ряд власників
Можливо, в 1760-і роки було побудовано двоповерховий головний будинок з шатровим дахом в стилі бароко. У XIX столітті до основної будівлі було прибудовано одноповерхове крило. У будівлі були дуже багаті інтер'єри, які, на жаль, були знищені під час війн.
Особняк на задній стороні парку і більша частина будівель були споруджені на схід від головного будинку.
Особняк розташований на просторій площі перед сараєм і стайнями. Стайні і каретний сарай є унікальними у своєму роді, у передній частині вони прикрашені вежами і арочними вікнами.

## Ресурси Інтернета
- Valkla mõisast Eesti mõisaportaalis [Архівовано 30 листопада 2012 у Wayback Machine.]
- Eesti Ajalooarhiivi kinnistute register: Valkla mõis (Kuusalu khk)[недоступне посилання з липня 2019]